# Djiboudjep
Djiboudjep est un groupe de chants de marin, créé à Lorient en 1970. Dès le renouveau de la musique bretonne des années 1970, Djiboudjep popularise des chansons de marins traditionnelles mais aussi en écrit de nouvelles avec des textes signés Michel Tonnerre, dont Quinze marins.

## Historique
Le groupe est fondé en 1970 par les chanteurs lorientais Mikaël Yaouank et Michel Tonnerre. C’est sur l’île de Groix, dans la taverne Ti Beudeff, que le groupe se produit à ses débuts (djiboudjep est un mot d’argot, donné en surnom à un mousse groisillon, Joseph, le « p'tit bout d'Joseph »). Le répertoire du groupe s'enrichit de compositions, comme la chanson Quinze marins écrite par Michel Tonnerre qui devient populaire et renouvelle le genre. 
Dès ses débuts et l'arrivée de la fête des cornemuses à Lorient, le groupe participe au festival interceltique de Lorient à chaque édition, 49 au total, en proposant en général un concert en fin de festivités. Les grandes fêtes bretonnes accueillent régulièrement le groupe : fête des vieux gréements, festival du chant de marin de Paimpol, fêtes maritimes de Brest ou Douarnenez... 
Le groupe devient le principal artisan de la résurgence des chants de la marine à voile. Il enregistre, en quarante années d’existence, une dizaine de disques. En 2006, le groupe totalise 33 000 exemplaires écoulés chez Coop Breizh.
Autour de Mikaël Yaouank et de Patrick Le Garrec, les deux piliers du groupe, d'autres musiciens ont participé au Djiboudjep : Philippe Berthonneau au violon (1975 à 1979 puis de 1990 à 2008), Gérard Bono au banjo (1975 à 1979)  Jamie McMenemy au bouzouki (1979 à 1981), Étienne Grandjean à l'accordéon diatonique (de 1980 à 1985), Pierrick Lemou au violon et à la basse (1981 à 1985), Gilles Beuzet à l'accordéon chromatique (de 1985 à 1989), Dik Banovich à la guitare (2010-2013).
Alain Pennec (bombarde et flûte) participe à l'enregistrement du premier 33 tours et le guitariste Serge Danet, leader du groupe Soldat Louis, participe à l'enregistrement de deux albums (33 tours Arfolk et CD en 1994).

En mai 2007, Djiboudjep organise deux concerts exceptionnels à Larmor-Plage pour fêter leur "37ème escale". Michel Tonnerre, Etienne Grandjean et Pierrick Lemou rejoignent le groupe pour l'occasion et sont entourés d'autres musiciens invités : Franck Yhuel, Patrick Goyat et Sylvère Morisson... De nombreux amis sont sur scène dont Gérard Bono, Alain Beudeff. Un DVD et un CD sont enregistrés pour l'occasion. 

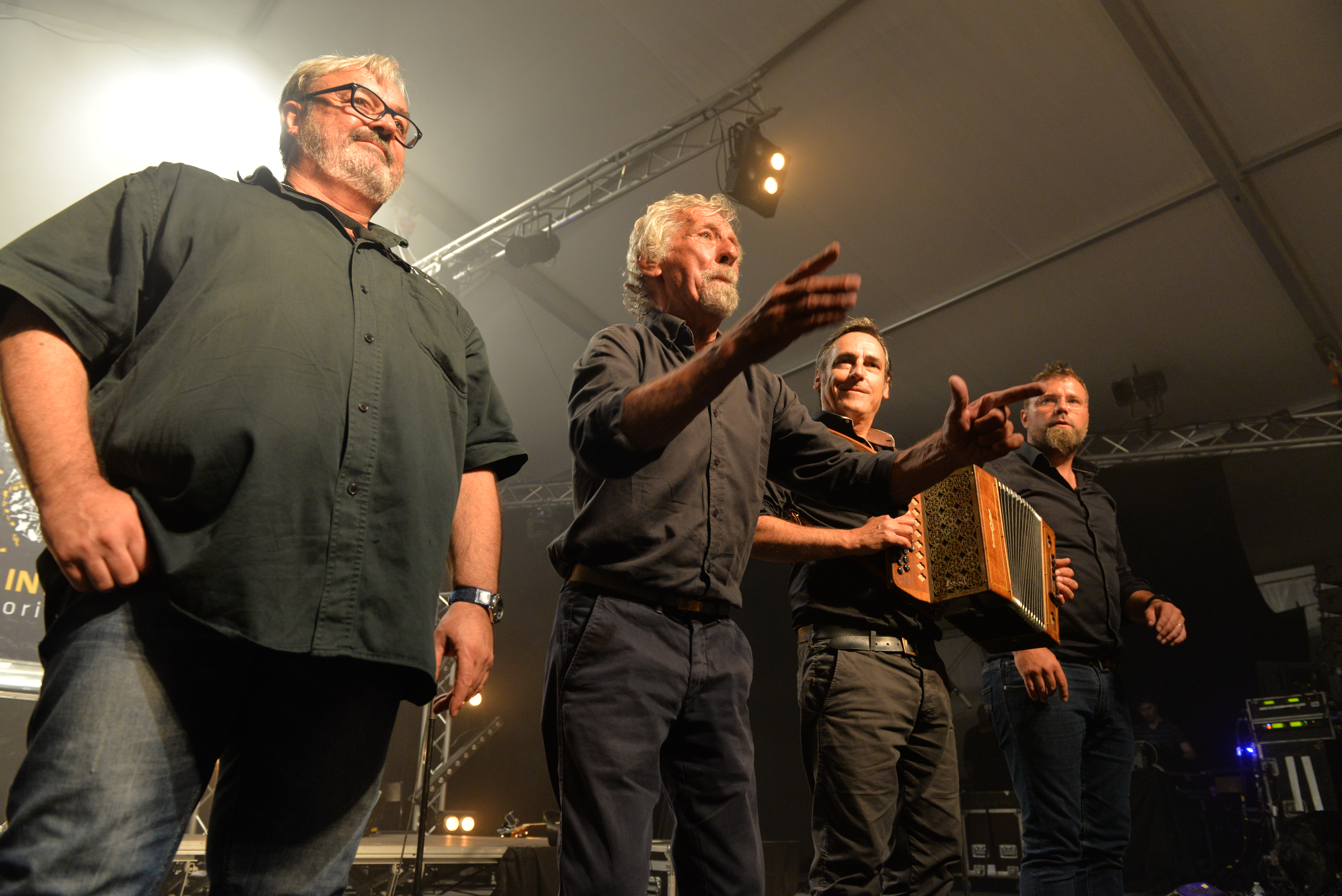
Concert de clôture Kenavo an Distro du festival interceltique de Lorient 2016.

Le groupe fait escale dans de nombreux pays : Québec, Allemagne, Suisse, Belgique, Sicile, Espagne, Hollande, Guyane, etc.. 
Le groupe actuel est constitué autour de Mikaël Yaouank, de Nicolas Le Rallic et de Guillaume Yaouank.
En 2010 il participe à la Fête de l'Huma Bretagne.  Le groupe se préparait à fêter ses 50 ans, Étienne Grandjean et Pierrick Lemou avaient à nouveau rejoint l'équipage et Djiboudjep s'était produit au plus grand fest-noz de Bretagne pour le festival Yaouank en novembre 2019 devant 2.000 danseurs. A l'occasion de la 50e édition du Festival interceltique de Lorient 2020, la fête devait être belle à l'occasion d'un concert « rétrospectif ». Malheureusement, le décès de Mikaël Yaouank ne permettra pas de réaliser cette dernière date.

## Membres

### Dernière composition
- Mikaël Yaouank (chant, guitare, cistre, banjo, mandoline, bouzouki) depuis 1970
- Guillaume Yaouank (Guitare, chant) depuis 2008[20]
- Nicolas Le Rallic (Guitare, chant)

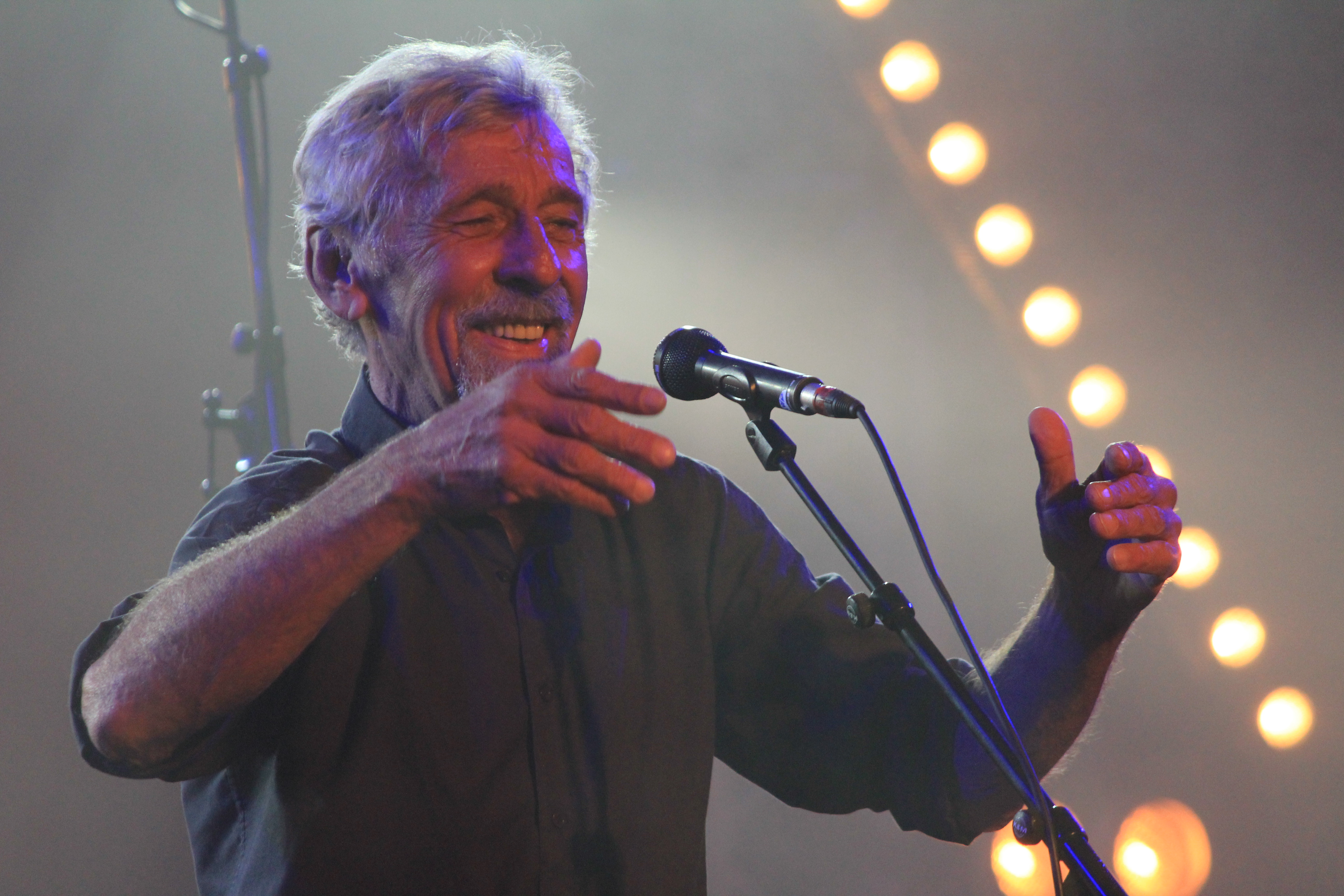
Mikaël Yaouank
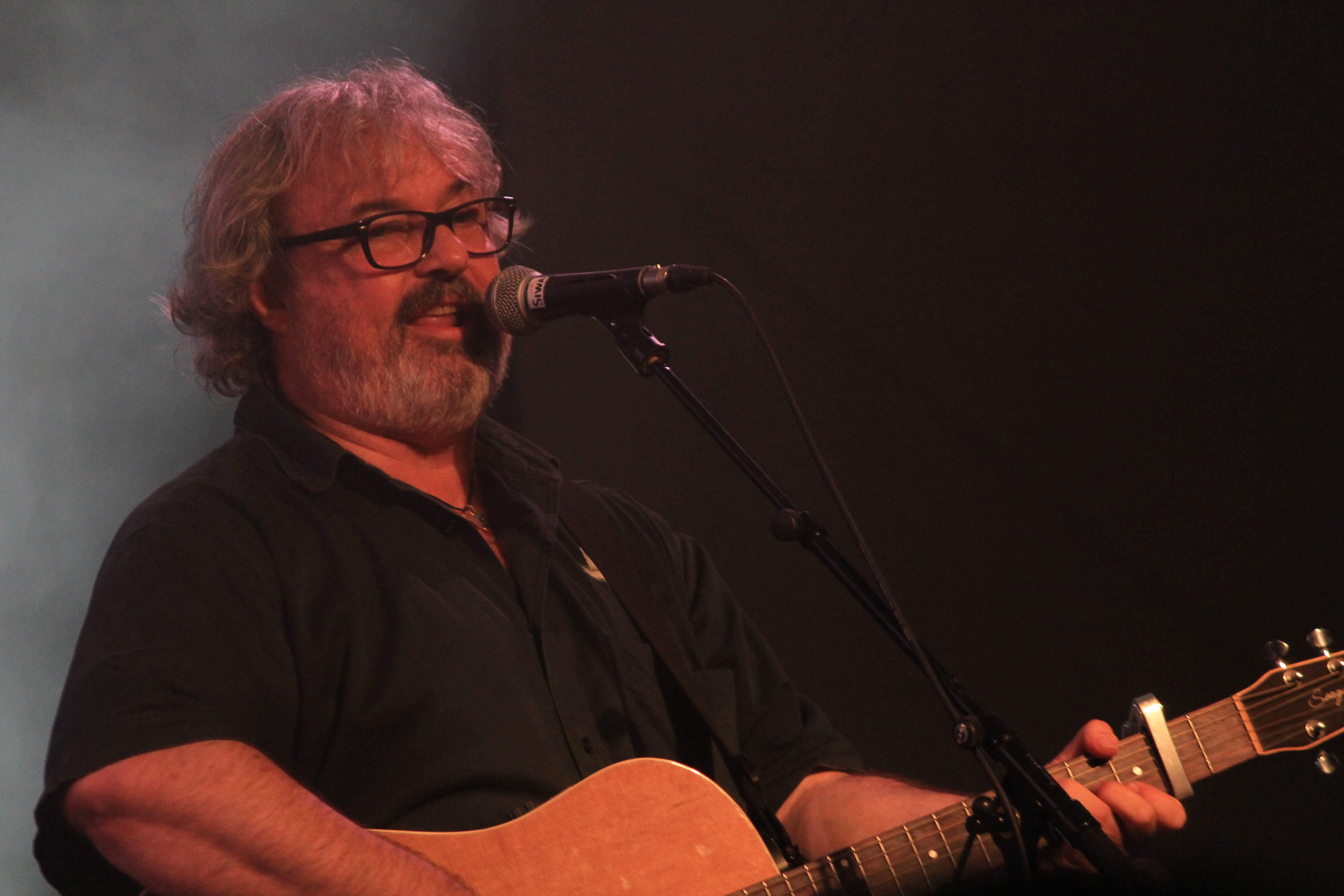
Nicolas Le Rallic
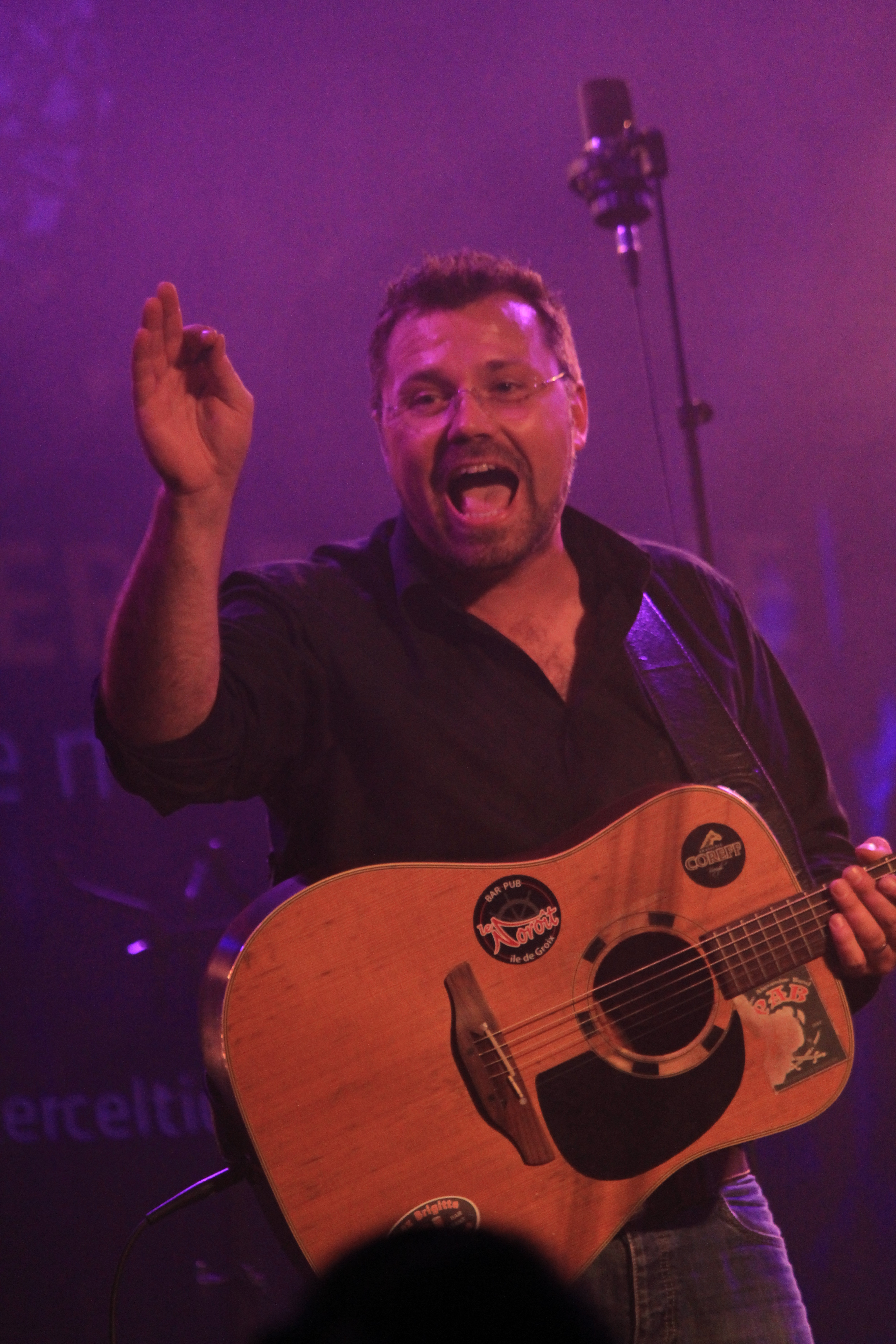
Guillaume Yaouank

- Étienne Grandjean (accordéons, chant)
- Pierrick Lemou (violon, banjo, chant).

### Anciens membres
- Michel Tonnerre (chant, parolier) membre fondateur
- Gérard Bono (chant, accordéon) 1974 à 1978
- Patrick Le Garrec (guitare, bodhrán, chant) 1975 à 2010[21]
- Philippe Berthonneau (violon, chant) 1975 à 1978 puis de 1990 à 2009
- Jamie McMenemy (Bouzouki, chant) 1979 à 1981
- Étienne Grandjean (accordéon diatonique, violon, chant) 1980 à 1985
- Pierrick Lemou (violon, basse, chant) 1981 à 1985
- Gilles Beuzet (accordéon chromatique, chant) 1985 à 1989
- Dik Banovich (guitare, chant)[22] 2010 à 2015

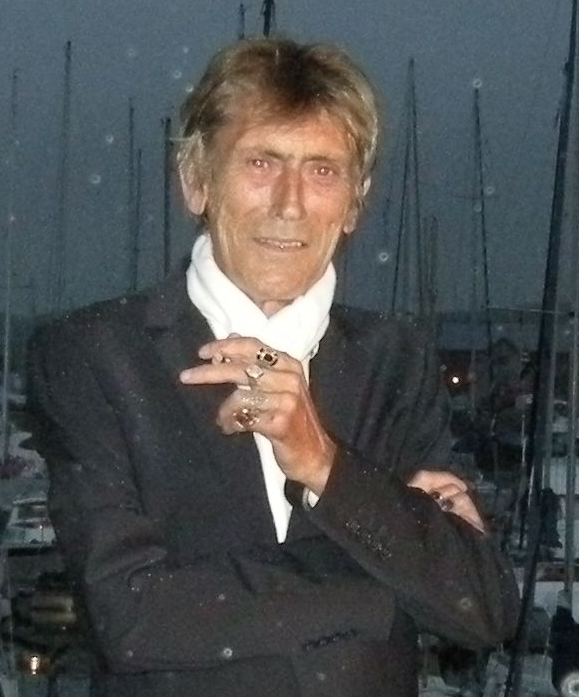
Michel Tonnerre
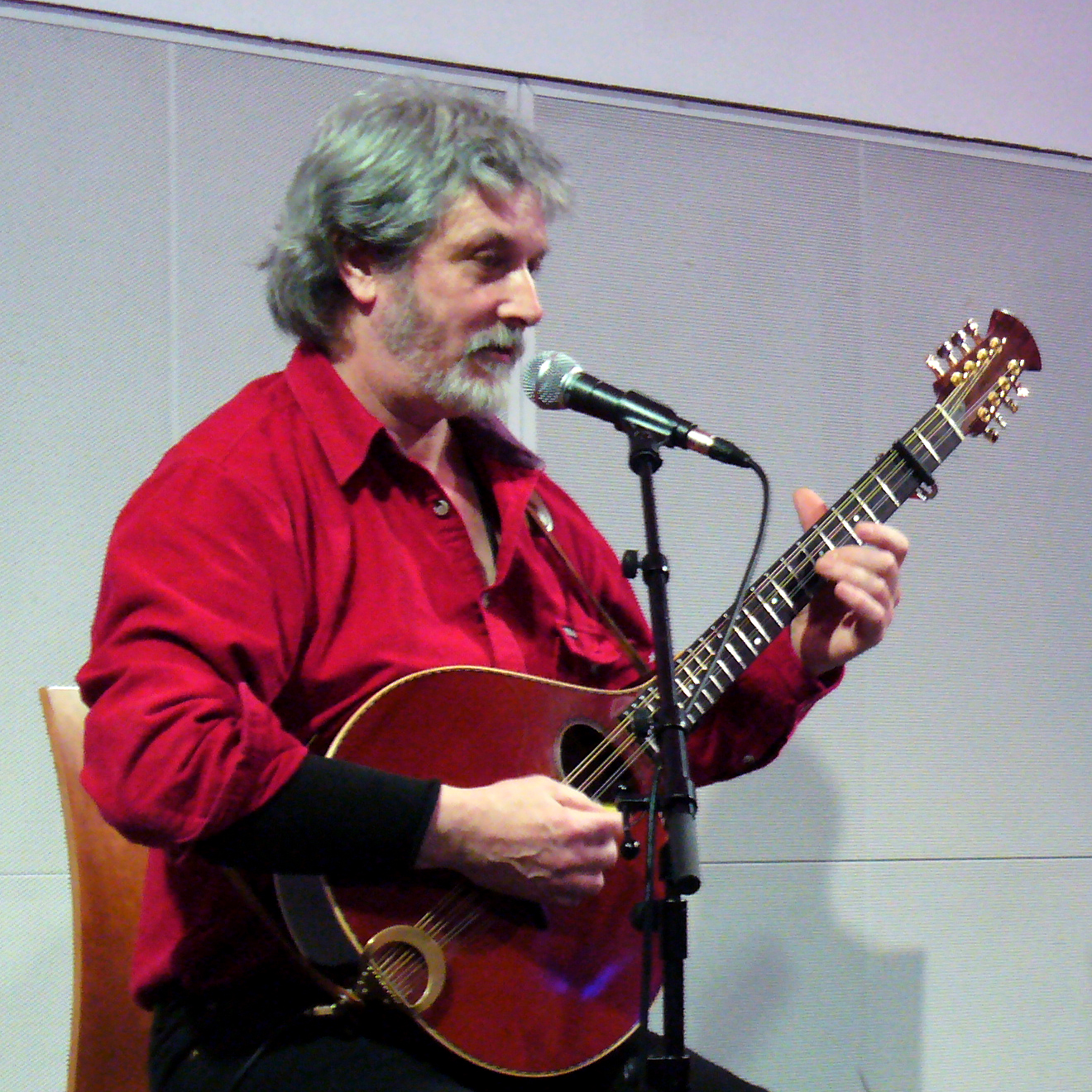
Jamie McMenemy
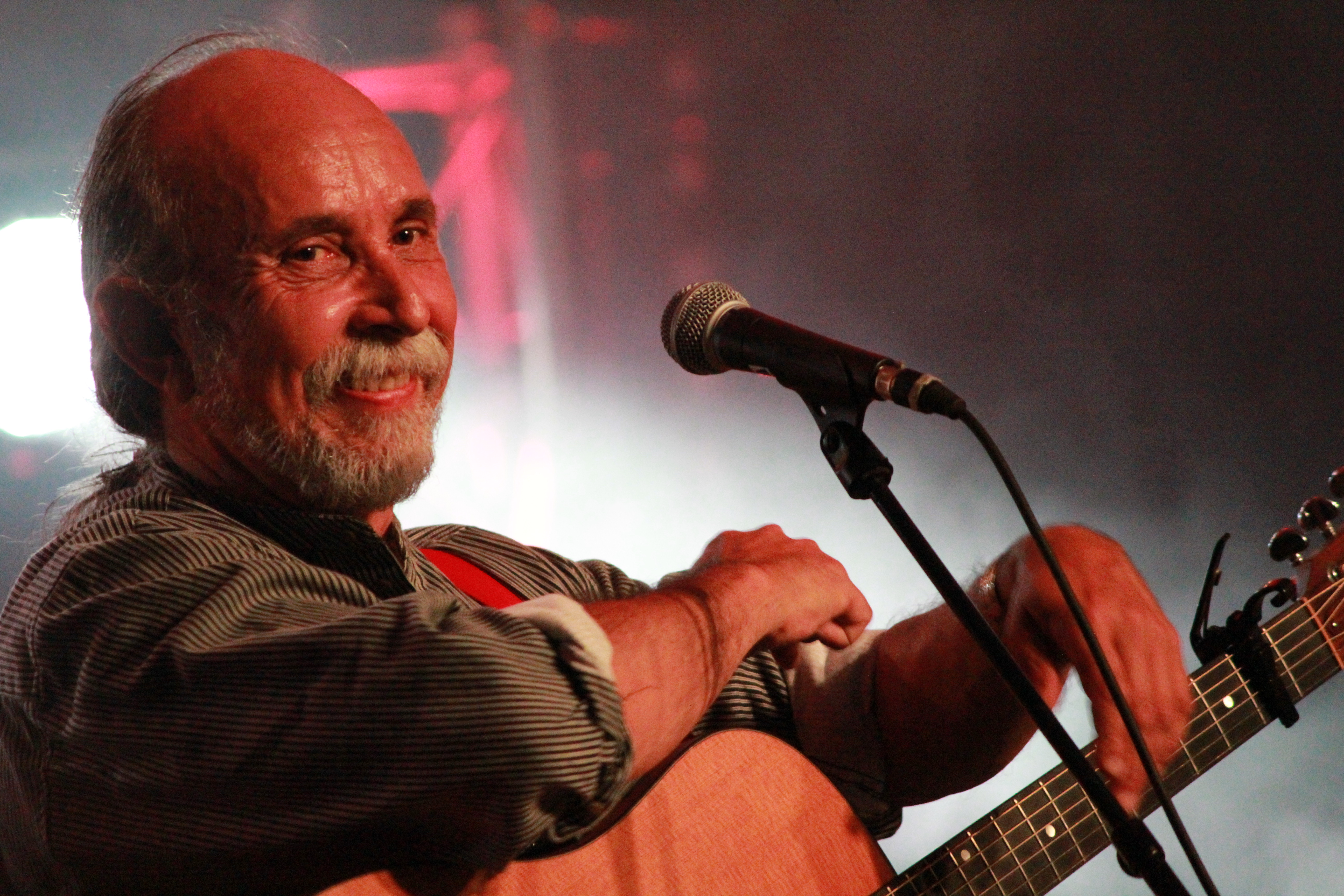
Dik Banovich en 2012
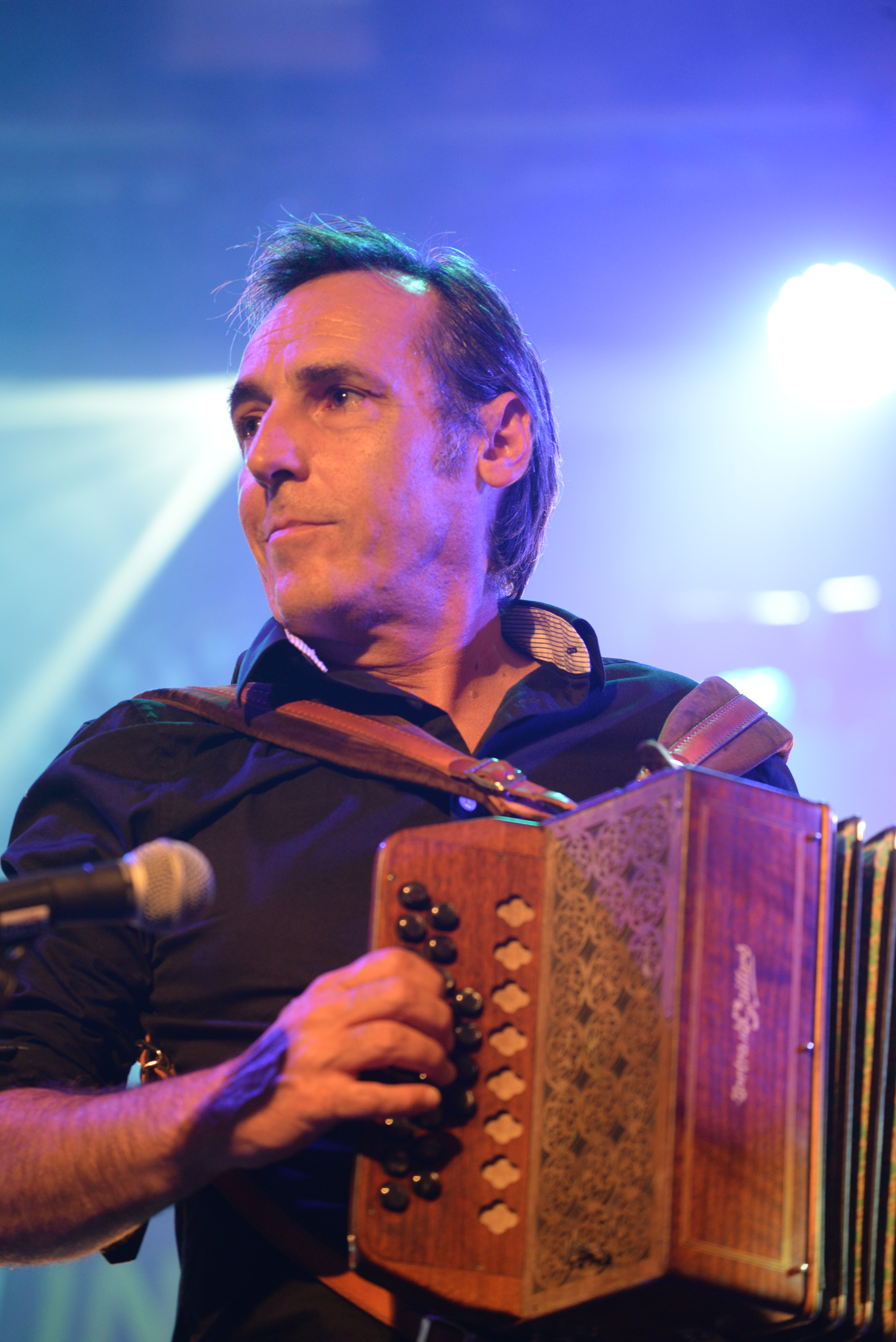
Étienne Grandjean en 2016

## Discographie

### Participations
- 1976 : Festival Interceltique des cornemuses (Arfolk, 33 tours-30 cm, SB 353) titre : Les Filles de Lorient
- 1976 : Jam au Nouveau Carré (Discovale, 33 tours-30 cm, WM 08)  titre : Le Grand Mat
- 1978 : Ils se meurent nos oiseaux... (compilation, collectif d'artistes, Marée Noire, 33 tours-30 cm) titre : Nous sommes marins
- 1984 : Chants, danses et mélodies de Bretagne (Société bretonne d'enregistrement) titre : Les 3 caps
- 1988 : Les Musiques de la fête : Douarnenez 88 (Le Chasse-Marée, cassette, SCM 012)
- 1989 : Fête du chant de marin : Paimpol 89 (Le Chasse-marée, cassette, SCM 015)
- 1991 : A Brest la jolie (compilation, Le Chasse-Marée – SCM 020, CD) titres : Le Forban, 15 Marins sur le bahut du mort
- 1994 : Planète Mer (compilation, Déclic communication / Virgin EMI, CD, 8411982) titre : Jean-Francois de Nantes (version live)
- 1996 : Chants de Marins : Brest 96 (MCA, CD, MCD 84026) titres : Nous sommes marins, Satanicles, Vire au cabesta,  Le premier c'est un marin
- 1998 : La Musique Bretonne: Yesterday-Today (Blue Sun) titre : 15 Marins
- 1998 : Au cœur de la musique bretonne - At the heart of breton music (compilation, Coop Breizh) titre : Sam's gone away
- 1998 : Celtic Heritage : Ireland - Scotland - Britanny (Blue Sun) titre : 15 Marins
- 1999 : Chants de marins : Coup de tempête en chanson (compilation Coop Breizh)
- 2000 : Chants de marins : Kanaouennoù a vor (compilation Coop Breizh, CD 911)
- 2002 : 20 ans de musiques maritime et bretonne (compilation Le Chasse-Marée, CD, SCM 045)
- 2004 : Chants de Marins - L'anthologie vol. 1 (compilation, Coop Breizh, 2 x CD, CD 950) CD2 titres : Le Gabier Noir, John Kanak, Nous irons à Valparaiso, Les Filles de Lorient
- 2006 : Chantons la Bretagne (titres : Nous irons à Valparaiso, A Nantes viennent d'arriver, Bainne na munham, 15 marins)
- 2011 : Les plus beaux chants de marins (compilation Coop Breizh, CD 911)
- 2012 : Au cœur de la musique Bretonne (compilation) titre : Godham

#### Captations live
- 1990 : Djiboudjep - Histoires et Chants de Marins bretons de Jean-Paul Foulon, VHS, ITV Production
- 2006 : Lorient, le festival des nations celtes (DVD La Seine TV)
- 2020 : FIL Live (concerts donnés au festival interceltique en 2017, 2018 et 2019) web, Lyo Production / France 3 Bretagne

## Carrières solo

### Michel Tonnerre
Michel Tonnerre (auteur-compositeur, entre autres, du Gabier noir, du Quatre-mâts barque, de Sataniclès et de Quinze marins) quitte le groupe pour bourlinguer, et entame une carrière solo. Au cours de sa carrière il écrit 250 textes et il enregistre 8 disques, de 1992 à sa mort en 2012.

### Mikaël Yaouank

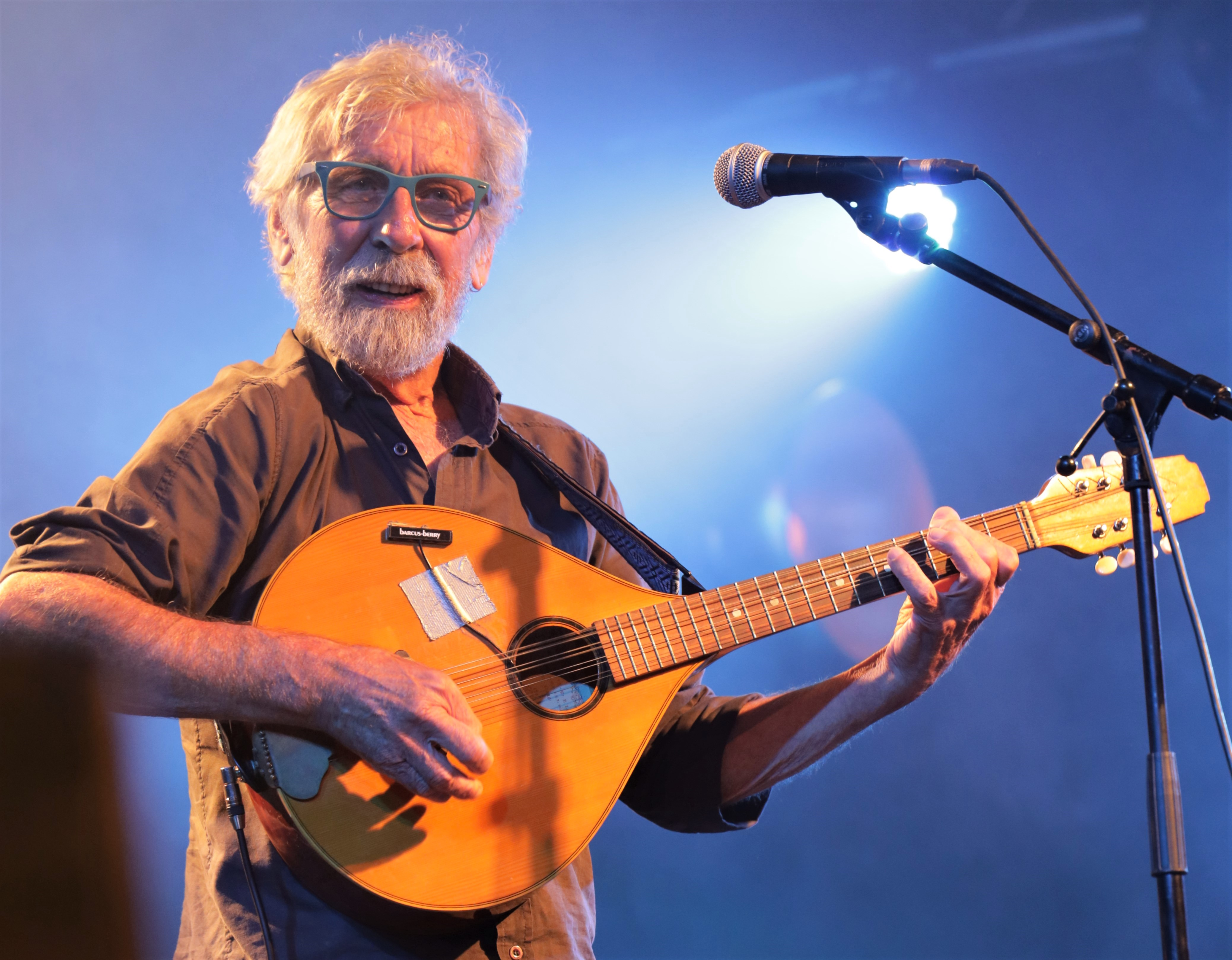
Mikaël Yaouank

En parallèle à sa carrière dans le groupe, le chanteur Mikaël Yaouank, à la voix puissante et grave, sort deux albums sous son nom (mais toujours entouré de ses complices de Djiboudjep, mentionnant la participation du « Djiboutjeb Groupe »). Tandis que les disques du groupe mettent en avant des créations (Le Gabier noir) ou de subtils arrangements (Les Filles de Lorient), ces deux albums solo sont consacrés essentiellement à des reprises du répertoire traditionnel (Sur l'pont d'Morlaix, Jean-François de Nantes, etc.). Pourtant, c'est grâce à une création que le premier album de Yaouank (Chants de marins, 1974) s'affirme : grâce à une chanson de Michel Tonnerre, Quinze Marins (inspirée de L'Île au trésor), qui devient en Bretagne le plus connu des chants de marins, détrônant les chants d'autrefois. Ce premier album de Yaouank, dont les arrangements entraînants sont accessibles aux chanteurs festifs, accompagné de 2 musiciens des Sonerien Du (Jean-Pierre Le Cam et Gilles Rolland), est un des plus gros succès des disques de chants de marins. Il va grandement contribuer à populariser le genre. En 2004 il publie un recueil, chez Coop Breizh, Chants de Marins, de 36 chants avec une préface signée Michel Tonnerre. Il meurt d'un cancer « foudroyant » le 5 juin 2020.

#### Discographie
- 1971 : Yann-Ber & Mikael [Orvoine, Jean-Pierre & Yaouank Mikael], Ma terre... , Kelenn, 17102, 45 tours-17 cm
- 1974 : Chants de Marins, ArFolk, SB 329, 33 tours-30 cm
- 1976 : Chants de Marins Vol. 2, ArFolk, SB 379, 33 tours-30 cm
- 1989 : Chants de Marins vol 1 & 2, ArFolk (Coop Breizh) - CD - CD 329-379 [Réédition en CD des deux 33 tours]

Participation
- 2001 : Hunval, Fest-noz, CD